# Lise Bourdin
Pour les articles homonymes, voir Bourdin.
Lise Bourdin, née Louise Marie Odette Bourdin-Perrier le 30 novembre 1925 à Néris-les-Bains (Allier), est une actrice française.
Elle est la sœur de Roland Bourdin (1922 — 2005), animateur et dramaturge pour la radio, administrateur de l'Orchestre de Paris et de l'Ensemble orchestral de Paris, et acteur à l'occasion.
Elle a eu une carrière internationale, jouant notamment dans des productions françaises et italiennes.

## Biographie
Lise Bourdin est née en 1925 à Néris-les-Bains dans l' Allier. Dans les années 1940, elle entame une carrière de mannequin et apparaît alors dans plusieurs magazines de mode français. En août 1946, elle est découverte par un producteur de cinéma qui l'invite à un casting à Paris.
En 1947, elle entreprend une tournée promotionnelle au Brésil. En avril 1948, elle effectue une tournée aux États-Unis sous la direction de l'American Aid to France State et de l'American Overseas Aid, faisant des interviews, des apparitions sur scène et à la radio en tant que « Miss Arch of Triumph ». Elle a continué en tant que mannequin, apparaissant également comme juge dans un défilé de mode caritatif pour la collecte de fonds « Crusade for Children » en avril 1948 . En juin 1948, elle rentre à Paris.
Lors d'un shooting de mode à New York en décembre 1948, Bourdin est surnommée par la presse « la fille la plus photographiée de France »  . Elle facturait un minimum de 25 $ de l'heure pour son travail. C'était  à l'époque le prix demandé le plus élevé pour un modèle aux États-Unis.
En 1949, Bourdin décroche son premier petit rôle non crédité au cinéma dans Scandale aux Champs-Élysées. En 1953 elle est créditée d'un véritable rôle dans Les Enfants de l'amour. L'une de ses apparitions cinématographiques les plus connues est son rôle de « Madame X » dans Ariane de Billy Wilder (1957). En 1959, elle met fin à sa carrière d'actrice.
Lise Bourdin a été mariée à l'homme d'affaires brésilien Roberto Seabra de 1963 à 1965. ce mariage s'est terminé par un divorce. À partir de 1974, elle était la compagne de l'homme politique français Raymond Marcellin jusqu'à la mort de ce dernier en 2004.

## Filmographie
- 1949 : Scandale aux Champs-Élysées de Roger Blanc : non créditée
- 1951 : Les Mémoires de la vache Yolande d'Ernst Neubach
- 1953 : Les Enfants de l'amour de Léonide Moguy : Hélène Lambert
- 1954 : Scuola elementare d'Alberto Lattuada : Laura Bramati
- 1954 : La Fille du fleuve (La donna del fiume) de Mario Soldati : Tosca
- 1955 : La Mère et l'Enfant (Disperato addio) de Lionello De Felice : Luiza Bozzi
- 1955 : Les Cinq dernières minutes (Gli Ultimi cinque minuti) de Giuseppe Amato
- 1955 : Sherlock Holmes (série télévisée), épisode The Case of The Royal Murder de Steve Previn : la princesse Antonia
- 1955 : Les Anges aux mains noires (La ladra) de Mario Bonnard : Anna Giuntini
- 1957 : Ariane (Love in the Afternoon) de Billy Wilder : Madame X
- 1957 : La Rivière des trois jonques d'André Pergament : la princesse Tchélia Bruskoi
- 1957 : C'est une fille de Paname de Henri Lepage : Jeanne
- 1957 : Ces dames préfèrent le mambo de Bernard Borderie : Claire, la maîtresse rousse de Legrand
- 1958 : Un soir à la Scala (Und Abends in die Scala) d'Erik Ode : Yvette de Motestant
- 1959 : Quai des illusions d'Émile Couzinet : Lise Vincent
- 1959 : Espions en uniforme (The Last Blitzkrieg) d'Arthur Dreifuss : Monique

## Œuvres
- Derrière la balustrade ou la vie fracassée, Books on Demand, 2022, 113 p.  (ISBN 9782322419852)

- Mémoires d'une femme libre née en 1925, Books on Demand, 2022, 220 p.  (ISBN 9782322419906)